# Wełyki Osniaky
Wełyki Osniaky (ukr. Великі Осняки) – wieś na Ukrainie, w obwodzie czernihowskim, w rejonie czernihowskim, w hromadzie Ripky. W 2001 liczyła 227 mieszkańców, spośród których 220 wskazało jako ojczysty język ukraiński, a 7 rosyjski.
W pobliżu znajduje się przystanek kolejowy Osniaky, położony na linii Homel – Czernihów.